# Récepteur membranaire
 (janvier 2022).
Si vous disposez d'ouvrages ou d'articles de référence ou si vous connaissez des sites web de qualité traitant du thème abordé ici, merci de compléter l'article en donnant les références utiles à sa vérifiabilité et en les liant à la section « Notes et références ».
Pour les articles homonymes, voir récepteur.
Un récepteur membranaire est une protéine membranaire permettant la détection spécifique de molécules notamment des molécules de signalisation (hormones, facteurs de croissance, interleukines, etc.) et déclenchant une cascade de réaction biochimique de transduction de signaux faisant souvent appel à des protéines kinase ce qui aboutit à une modification des fonctions de la cellule en réponse au signal reçu.
Les récepteurs membranaires peuvent également servir à la fixation de molécules ou de complexes moléculaires en circulation dans le milieu extracellulaire en vue de leur absorption par la cellule, comme c'est le cas des lipoprotéines, structures chargées de transporter les graisses (hydrophobes) dans le sang, milieu aqueux.